# Savenay

Savenay este o comună în departamentul Loire-Atlantique, Franța. În 2009 avea o populație de 7,350 de locuitori.